# Oum Drou
Oum Drou è un comune dell'Algeria, situato nella provincia di Chlef.